# 대립교황 클레멘스 7세

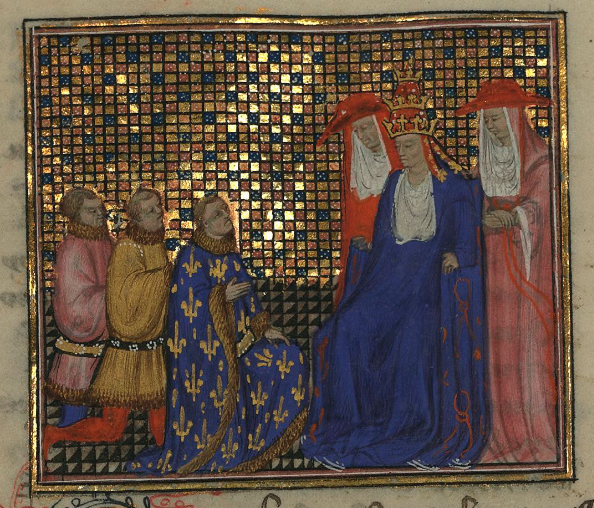
대립교황 클레멘스 7세

대립교황 클레멘스 7세(Clemens VII)는 교황 우르바노 6세에 반대하는 친 프랑스파 추기경들에 의해 1378년에 교황으로 선출되었다. 로마 가톨릭에서는 대립교황으로 분류하고 있다. 서방교회 대분열(서구대이교) 사건을 촉발시킨 첫 번째 아비뇽 교황(대립교황)이다. 본명은 '로베르 드 제네바'이다. 아비뇽 유수가 1377년에 종료되어 교황청이 로마로 귀환했으나 1378년에 선출된 신임교황 우르바노 6세와 친 프랑스파 추기경들 간에 갈등이 심하게 발생했다. 이때 로베르 추기경이 친 프랑스 성향(반 교황파) 추기경들의 리더역할을 하였다.
1378년 이탈리아 남부 폰디에서 친 프랑스 추기경들에 의해 교황(대립교황)으로 선출되었다. 교황 우르바노 6세를 로마에서 축출하려 했으나 실패하자 프랑스 아비뇽으로 친 프랑스파 추기경들을 이끌고 이주하였다. 그곳에서 새로운 교황청을 조직했다. 이로써 약 40년간 이어진 서방교회 대분열시대가 시작되었다.
1377년 2월에 있었던 체세나(Cesena) 대학살에 대한 명령을 승인한 책임자였다. 교황령군대가 저지른 대학살로 최대 약 8,000명에 달하는 체세나의 시민이 죽었다. 추기경 시절에 교황의 특사로 교황령 군대를 지휘한 최고 책임자로서 저지른 잔인한 행위로 인하여 '체세나의 도살자'라는 별명을 가지고 있다.

## 생애

### 어린 시절
1342년에 제네바 백작 아마데우스 3세의 막내아들로 제네바의 안시 성(城)에서 태어났다. 1359년 파리 소로본 대학에서 수학했고 1361년에 테루엔 주교가 되면서 수석서기로 임명되었다. 1368년 캉브레 대주교가 되었으며, 1371년 5월 30일에 추기경에 서임 되었다. 제네바 출신이기는 하나 프랑스에서 공부하고 성직자 생활도 프랑스에서 하였으므로 친프랑스 성향을 가졌다고 볼 수 있다.

### 8성인 전쟁참전
아비뇽 유수가 거의 70년 가까이 이어지자 교황청은 로마로 돌아가야 한다는 유럽인들의 여론이 팽배해졌다. 귀환시도가 우르바노 5세 교황시절에 있었으나 실패하였을 뿐만 아니라 여러 가지 상황이 순탄치만은 않았다. 흑사병이 유럽을 휩쓸고 지나갔으며 백년전쟁은 소강상태일뿐 당사자간 평화협상은 난항속에 표류하고 있었다. 교황청 재정은 바닥나 있었고 프랑스 왕실은 귀환을 강력히 반대 하였으며 로마는 귀족간에 정쟁이 심했고 교황령에 일부지역은 이탈리아 도시국가들의 영향권하에 놓여있었다.
1377년 로마귀환을 추진하던 교황 그레고리오 11세는 피란체와의 갈등끝에 충돌하게 되었고 일명 '8성인전쟁'이 벌어지고 말았다. 로베르는 교황의 특사로 임명되어 교황령 군대를 지휘하며 참전하였다. 그는 잉글랜드 출신 용병대장 존 호크우드 휘하 용병들을 지휘하였는데, 이때 그는 용병들이 요청한 체세나(Cesena) 시민들에 대한 학살을 승인하였다. 1377년 2월에 벌어진 이 비극적인 사건으로 인해 최소 약 3,000 명에서 최대 8,000명 정도가 학살당했다. 비록 이 학살로 교황령에 대한 재정복은 신속히 진행될수 있었으나 무고한 양민들이 너무 많이 희생되었다.

### 콘클라베(1378년)
교황 그레고리오 11세에 의해 아비뇽 유수가 종료되면서 1377년 교황청이 로마로 귀환하였다. 다음해 교황이 사망하자 로마시민들은 프랑스 출신이 교황으로 선출되어 아비뇽 유수가 재현될 것을 우려하였다. 그래서 콘클라베에 참석한 추기경들을 강하게 압박하였다. 다수의 프랑스 출신 추기경들은 로마시민들에 의해 폭동이 발생할 것을 염려하게 되었고, 1378년 4월 8일에 개최된 콘클라베에서 남부 이탈리아 바리의 대주교 바르톨로메오를 교황 우르바노 6세로 선출하였다. 로마인을 교황으로 선출하기는 싫었고 프랑스 출신을 선출할 경우에 폭동이 일어날수 있었기 때문에 중립적인 인사를 서둘러 선택한 것이었다. 로마시민들은 로마 출신이 교황에 오르기를 희망했지만 프랑스 출신이 아닌 이탈리아인이 선출된 것을 아쉬운대로 받아들였다.

## 대립교황 선출

### 대립교황 피선
교황 우르바노 6세는 취임 후 추기경들과 심각한 갈등을 일으켰다. 우르바노 6세의 성품에 심각한 결함이 있었으며 조직 관리에도 문제가 있었다. 아비뇽으로 돌아가길 희망하던 다수의 프랑스 출신 추기경들은 로마 생활에 어려움이 많이 생기자 신임 교황과 사사건건 충돌했다. 갈등이 지속되자 추기경들은 아나니에 모여 논의 끝에 우르바노 6세의 교황 선출을 무효라고 선언하였다. 그 이유는 교황 선거가 로마시민들의 강압에 의해 진행되었기 때문이라 주장하였다. 그리고 아나니에서 폰디로 장소를 이동한후 1378년 9월 20일 제네바 출신 로베르 추기경을 새로운 교황으로 선출하였다. 그러나 교황 우르바노 6세는 퇴위할 수 없다고 버티며 새로 선출된 교황을 인정하지 않았다.

### 서방 교회 대분열
새로운 교황으로 선출된 로베르는 클레멘스 7세로 즉위는 하였으나 우르바노 6세를 로마에서 축출하는 데 실패하였다. 이후 로마에서의 상황이 자신에게 불리하게 돌아가자 1379년 5월에 나폴리 여왕 조반나 1세의 도움을 받차 아비뇽으로 도피하였고, 그곳에서 새로운 교황청 기구를 조직하였다. 결과적으로 두 개의 교황청과 두 명의 교황이 동시에 공존하게 되면서 서방 교회는 분열하기 시작하였다.
유럽국가들은 이해관계에 따라 지지하는 교황이 나뉘며 둘로 갈라졌다. 두 교황은 각자의 영향력을 확산시키기 위해 인사권을 남발하였기 때문에 분열은 교구와 수도원과 가정에까지 확대됐다. 각 지역 교회는 두명의 대주교, 두 명의 주교, 두 명의 본당신부를 갖게 되었고 신자들마저 양측 추종자로 분열됐다. 성직자들은 서로 합법성을 주장하며 상대방을 파문하며 유럽사회에 일대 대혼란이 펼쳐졌다. 두 개의 교황청을 따로 운영하였기 때문에 재정 소요가 증가했고 이를 책임져야 하는 신자들은 부담이 가중되었다.

## 말년과 사망
교황 우르바노 6세가 1389년에 사망하자 아비뇽의 클레멘스 7세는 프랑스 왕 샤를 6세의 외교 경로를 통해 로마의 추기경들과 접촉했다. 분열이 조기에 종식되기를 희망한다는 의사와 함께 자신을 우르바노 6세의 후계자로 추대해줄것을 제안하였다. 그러나 로마 측 추기경들은 토마첼리를 새 교황으로 선출했다. 새 교황으로 보니파시오 9세가 선출되자 독일과 잉글랜드, 헝가리, 폴란드 그리고 이탈리아의 도시 국가 대다수가 이를 받아들였다.
그 외 나머지 유럽 국가들은 클레멘스 7세를 지지했다. 클레멘스 7세는 새로운 교황 보니파시오 9세를 파문하였고 보니파시오 9세도 클레멘스 7세를 파문하였다. 로베르는 1394년 9월 16일 아비뇽에서 죽었다. 말년에는 사치스러운 생활을 하여 비난을 많이 받았다. 그의 후임으로는 아라곤 왕국 태생의 루나가 베네딕토 13세(재위1394-1423)로 선출되었다.